# 帕瓦加达
帕瓦加达（Pavagada），是印度卡纳塔克邦Tumkur县的一个城镇。总人口28036（2001年）。

## 人口
该地2001年总人口28036人，其中男性14406人，女性13630人；0—6岁人口3360人，其中男1699人，女1661人；识字率66.76%，其中男性为73.78%，女性为59.33%。